# Eutelsat Americas

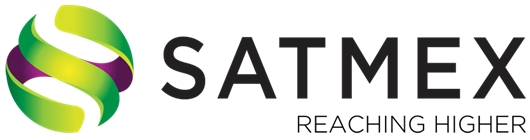

Eutelsat Americas es la división de Eutelsat para el continente americano. Eutelsat es una compañía satelital que ingresó al mercado americano en enero de 2014, debido a la compra de la compañía mexicana Satmex. Actualmente la compañía cuenta con 3 satélites con órbitas asignadas a México. Las oficinas corporativas de Eutelsat Americas se encuentra ubicada en Av. Paseo de la Reforma No. 222 en la Ciudad de México, Mexico.

## Flota
- EUTELSAT 117 West A  (antes Satmex 8)
- EUTELSAT 115 West A  (antes Satmex 5)
- EUTELSAT 113 West A  (antes Satmex 6)

## Próximos Satélites
- EUTELSAT 117 West B
- EUTELSAT 115 West B
- EUTELSAT 65 West A

- Datos: Q17631764